# Cueva de los Verdes
La cueva de los Verdes (en français : « grotte des Verts ») est un tube de lave aménagé en attraction touristique, situé dans la commune de Haria au nord de l'île de Lanzarote dans l'archipel espagnol des Canaries (province de Las Palmas).

## Formation
Sa formation est le fruit de l'activité éruptive du volcan de La Corona qui remonte entre 3 000 à 5 000 ans. Cette éruption a formé un vaste tunnel volcanique de plus de 6 kilomètres de long, appelé parfois tunnel de l'Atlantide, entre le cône volcanique et l'océan. 
Deux des plus importants centres de tourisme de Lanzarote sont installés dans deux parties de ce tunnel. En amont, la cueva de los Verdes permet une visite souterraine de plus d'un kilomètre et en aval, les Jameos del Agua sont accessibles dans un site aménagé par César Manrique.

## Visite
Pour mener à bien l'aménagement et le déroulement de la visite de cette grotte, il a été fait appel à l'artiste local Jesus Soto qui a créé le parcours intérieur et l'éclairage. Le site a été inauguré en 1964. La température de la grotte est constante et proche de 19 °C.
La visite guidée se déroule en empruntant d'abord le tunnel inférieur qui passe par la salle des Esthètes, la lucarne de Hartung, le four du diable, la crypte et enfin l'auditorium où l'acoustique est exceptionnelle. Le parcours conduit ensuite le visiteur au tunnel supérieur où une surprise l'attend. Après avoir vu la tête du monstre, le pied du guanche et les gouffres des demoiselles, la visite s'achève où elle avait débuté une petite heure auparavant.
L'intérieur du tunnel atteint les 50 mètres de hauteur et présente des largeurs avoisinant les 15 mètres. Diverses formations singulières et rocheuses y sont présentes : canaux de lave, blocs entraînés par le courant, gouttières de lave, dépôts salins, strates successives de lave solidifiée. La gamme des couleurs est particulièrement spectaculaire allant des tons rougeâtres au blanc en passant par de multiples tonalités d'ocre, de jaune et de vert.

## Galerie

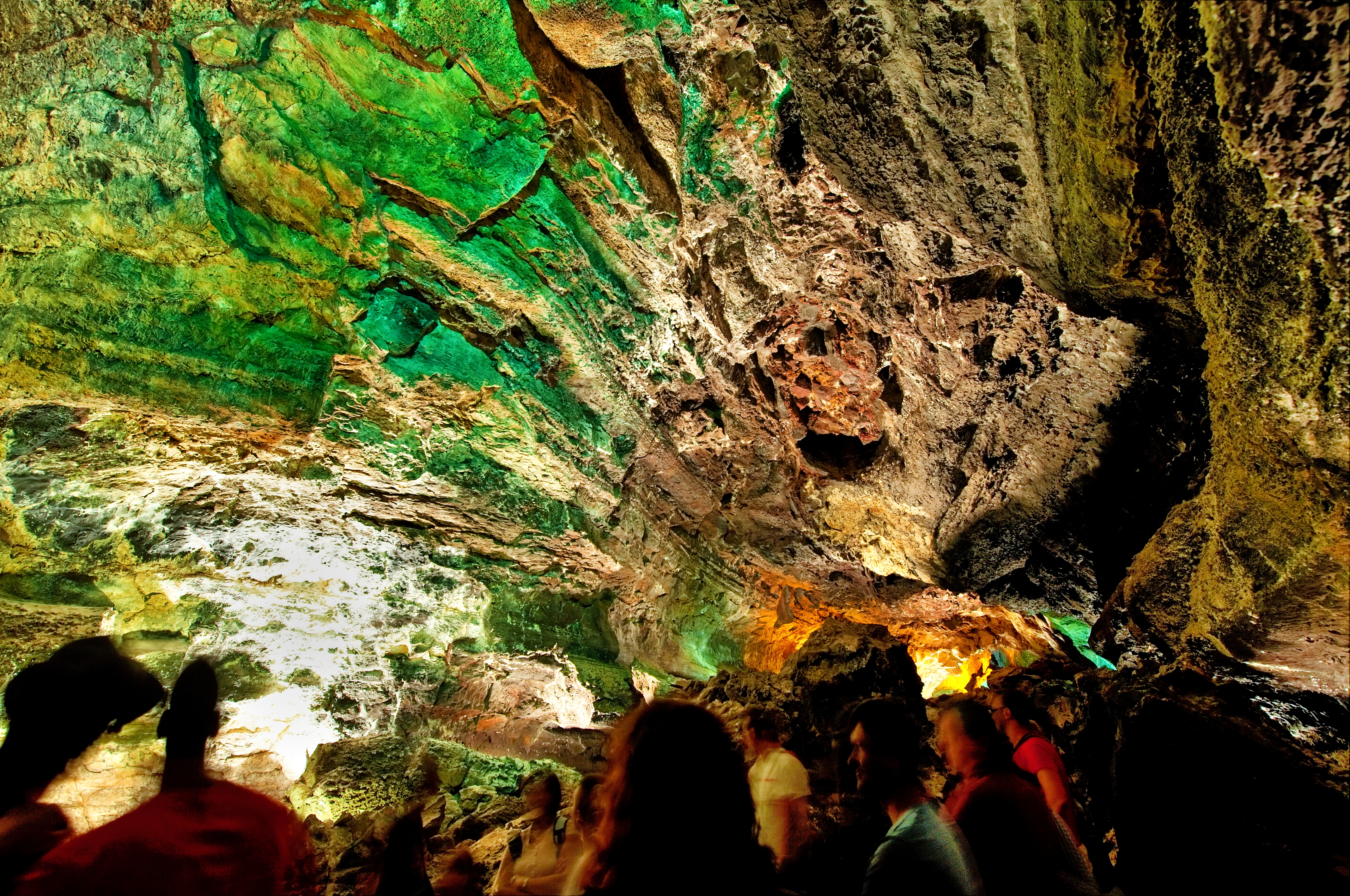
Vue intérieure
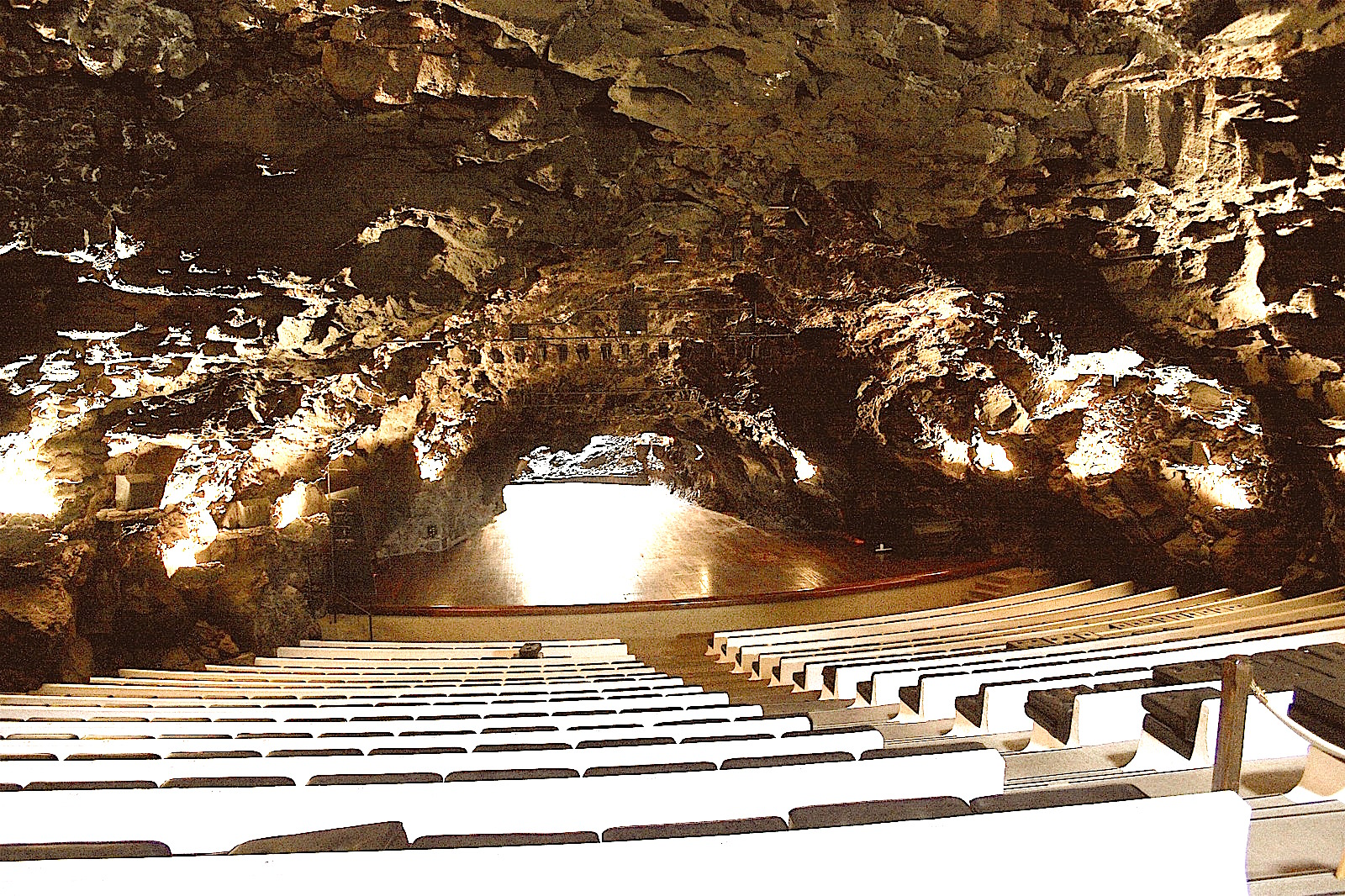
Salle de concert souterraine